# 厚木秦野道路
厚木秦野道路（あつぎはだのどうろ）は、神奈川県内の厚木市中依知から伊勢原市を経由し、秦野市八沢に至る地域高規格道路（国道246号バイパス）である。1998年（平成10年）6月16日計画路線に指定された。自動車専用道路を予定している。
2006年（平成18年）12月に、早期開通に向けて暫定2車線による整備となった。

## 概要
- 起点 : 神奈川県厚木市中依知
- 終点 : 神奈川県秦野市八沢
- 総延長 : 29.1 km
- 規格 : 第1種第3級
- 車線数 : 4車線（暫定2車線）
- 標準幅員 : 20.5 m
- 設計速度 : 80 km/h

## 歴史
- 1992年（平成4年）11月 : 基本ルート公表。
- 1996年（平成8年）6月11日 : 都市計画決定。
- 1998年（平成10年）4月 : 伊勢原北IC - 伊勢原西IC間 (4.1 km) 事業化。
- 1998年（平成10年）6月16日 : 計画路線に指定。
- 1998年（平成10年）12月18日 : 伊勢原北IC - 伊勢原西IC間 (4.1 km) 整備計画に指定。
- 1999年（平成11年）12月17日 : 圏央厚木IC/JCT - 厚木北IC間 (3.6 km) 整備計画に指定。
- 2001年（平成13年）4月 : 圏央厚木IC/JCT - 厚木北IC間 (3.6 km) 事業化。
- 2001年（平成13年）5月 : 圏央厚木IC/JCT 着工。
- 2002年（平成14年）4月 : 伊勢原市西富岡 - 伊勢原北IC間 (0.7 km) 事業化。
- 2014年（平成26年）3月31日 : 伊勢原西IC - 秦野中井IC間 (5.2 km) 整備計画に指定。
- 2014年（平成26年）度 : 伊勢原西IC - 秦野中井IC間 (5.2 km) 事業化。

## 通過する自治体
- 神奈川県
  - 厚木市 - 伊勢原市 - 秦野市 - 足柄上郡中井町 - 秦野市 - 足柄上郡中井町 - 秦野市

## インターチェンジなど
- なお、未供用施設の名称は仮称である。
- 下記の、記号の略称は下記の通り。IC : インターチェンジ、JCT : ジャンクション

| IC 番号 | 施設名         | 接続路線名                                                                              | 起点 から (km) | 備考   | 所在地   | 所在地   |
| ------- | -------------- | --------------------------------------------------------------------------------------- | -------------- | ------ | -------- | -------- |
| -       | 圏央厚木IC/JCT | C4 首都圏中央連絡自動車道                                                               | 0.0            | 事業中 | 神奈川県 | 厚木市   |
| -       | 厚木北IC       | 国道412号（バイパス）                                                                   | 3.6            | 事業中 | 神奈川県 | 厚木市   |
| -       | 森の里IC       | 都市計画道路船子飯山線（予定）                                                          |                | 計画中 | 神奈川県 | 厚木市   |
| -       | 伊勢原北IC     | E1A 新東名高速道路 伊勢原大山IC 神奈川県道603号上粕屋厚木線（都市計画道路西富岡石倉線） |                | 事業中 | 神奈川県 | 伊勢原市 |
| -       | 伊勢原西IC     | 国道246号（現道）                                                                       |                | 事業中 | 神奈川県 | 伊勢原市 |
| -       | 秦野中井IC     | E1 東名高速道路 神奈川県道71号秦野二宮線                                                |                | 計画中 | 神奈川県 | 秦野市   |
| -       | 渋沢IC         | 都市計画道路渋沢小原線（予定）                                                          |                | 計画中 | 神奈川県 | 秦野市   |
| -       | 秦野西IC       | E1A 新東名高速道路 新秦野IC 国道246号（現道）                                           | 29.1           | 計画中 | 神奈川県 | 秦野市   |

## 整備状況
当道路は自動車専用道路で、東名高速道路・新東名高速道路・首都圏中央連絡自動車道などと一体となって広域的・地域的交通の役割を担う路線。全線の開通時期は未定だが、2006年12月、事業化決定済みの区間について暫定2車線で整備し、概ね10年以内の開通を目指す方針が明かされた。また、圏央厚木IC/JCTから座間市方向へ延伸する構想もある。
しかしながら、2018年3月の段階で事業化したのは5区間中3区間に留まっている。
2018年度からは高架区間の一部で建設に着手しており、伊勢原地区の鈴川橋では橋台と橋脚を整備する下部工事が行われ、2022年度には橋桁を架設する上部工事と床版工事が完了し、2023年度には秦野市方面に向けて山岳地帯を抜ける「（仮称）伊勢原第一トンネル」の工事に着手予定。一方、厚木地区の中津川橋では2021年3月から2022年6月にかけて下部工事に行われ、橋脚部分が施工済みである。但し、2021年2月時点においても、開通時期は未定とされており、各事業化区間では引き続き、用地取得や埋蔵文化財調査などが進められている。